# George Dodo
George Jonathan Dodo (ur. 17 kwietnia 1956 w Zuturung Mago, zm. 8 lipca 2022) – nigeryjski duchowny katolicki, biskup diecezji Zaria w latach 2001–2022.

## Życiorys
Święcenia kapłańskie przyjął 18 czerwca 1983. W latach 1987–1991 studiował edukację religijną na Uniwersytecie Fordham.
5 grudnia 2000 roku został mianowany przez papieża Jana Pawła II pierwszym biskupem nowo utworzonej diecezji Zaria. Sakrę przyjął 3 marca 2001 z rąk ówczesnego nuncjusza apostolskiego w Nigerii, arcybiskupa Osvaldo Padilli.
Bp Dodo był członkiem Komitetu Honorowego Międzynarodowej Akademii Bożego Miłosierdzia w Krakowie.